# Sesbania paucisemina
Sesbania paucisemina är en ärtväxtart som beskrevs av Jan Bevington Gillett. Sesbania paucisemina ingår i släktet Sesbania och familjen ärtväxter. Inga underarter finns listade i Catalogue of Life.